# زد-ایندکس
خاصیت z-index یکی از خاصیت‌های شیوه‌نامهٔ آبشاری است که ترتیب قرارگیری عناصر بر روی هم را تعیین می کند. خاصیت z-index تنها بر روی عناصری اعمال می‌شود که دارای یکی از خاصیت‌های position باشند.
```
p
.
element1
 
{

    
position
:
 
absolute
;

    
z-index
:
 
-1
;

}

p
.
element2
 
{

    
position
:
 
relative
;

    
z-index
:
 
-1
;

}

p
.
element3
 
{

    
position
:
 
fixed
;

    
z-index
:
 
-1
;

}

```

## بهره‌گیری در جاوااسکریپت
مانند تمام خواص شیوه‌نامهٔ آبشاری، خاصیت z-index را نیز می‌توان توسط جاوااسکریپت بر روی عناصر اعمال کرد.
```
object
.
style
.
zIndex
=
"1"

```

## عملکرد

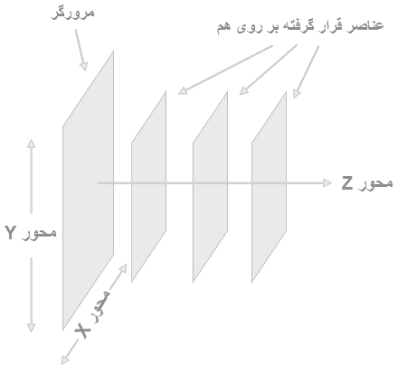
خاصیت z-index

ترتیب قرارگیری عناصر بر روی هم اشاره به موقعیت عنصر بر روی محور Z دارد (همانطور که در CSS محور X یا محور Y داریم). هرچه مقدار z-index یک عنصر بیشتر باشد به معنی رو بودن عنصر نسبت به بقیه عناصر است. این روی هم قرارگیری عناصر به صورت عمود بر روی صفحه است.